# Таган (приток Оби)
Таган — река в Новосибирской и Томской областях России. Основной ток и устье — в Томской области. Устье реки находится в 2751 км по правому берегу реки Обь. Длина реки составляет 69,5 км, площадь водосборного бассейна 1230 км². 
Одна из двух рек с именем Таган, протекающих на этой равнине обского правобережья.

## Притоки
- Шайтанка 1 км (пр)
- Андрава 7 км (пр)
- Иригище 7 км (лв)
- Ира 8 км (лв)
- Ташлаир 10 км (пр)
- Баксон (пр)
- Оспа 25 км (пр)
- Исток Осиновый 40 км (лв)

## Данные водного реестра
По данным государственного водного реестра России относится к Верхнеобскому бассейновому округу, водохозяйственный участок реки — Обь от Новосибирского гидроузла до впадения реки Чулым, без рек Иня и Томь, речной подбассейн реки — бассейны притоков (Верхней) Оби до впадения Томи. Речной бассейн реки — (Верхняя) Обь до впадения Иртыша.
Код объекта в государственном водном реестре — 13010200712115200007120.